# Тріне Скай Гранде
Тріне Скей Гранде (норв. Trine Skei Grande, 2 жовтня 1969, Овергалла) — норвезька політична діячка, член Ліберальної партії Норвегії, міністр культури та церковних справ (2018—2020), депутат Норвезького парламенту.
Вперше була обрана депутатом парламенту на парламентських виборах 2001 року, і потім переобрана на парламентських виборах 2005, 2009 та 2013 років.
Гранде вивчала мови та економіку в НТНУ, а пізніше політологію та історію в університеті Осло. До початку своєї політичної діяльності працювала журналістом, вчителем середньої школи та лектором в Університетському коледжі Нур-Треннелага.
Гранде була членом центральної ради Ліберальної партії в 1999—2000 роках, а також була заступником керівника з 2000 до 2010 року. Гранде була обрана депутатом в Осло на парламентських виборах 2009 року, хоча Ліберальна партія зазнала серйозного удару. Після відставки Ларса Спонгейма як партійного лідера її обрали лідером Ліберальної партії у 2010 році. У 2020 році залишила посаду кервіника партії.
З 2018 по 2020 рік обіймала посаду міністра культури та церковних справ у кабінеті Ерни Солберг.
Із січня по березень 2020 року виконувала обов'язки міністра освіти та науки Норвегії.

## Учасниця комітетів парламенту
- 2013—2017 — член Комітету закордонних справ та оборони

- 2009—2013 — член Комітету освітніх, дослідницьких та церковних справ

- 2009—2013 — член Розширеного комітету у закордонних справах

- 2009—2013 — член Комітету аналітичного та конституційного управління

- 2009—2013 — член виборчої комісії

- 2005—2009 — член Комітету з справ сім'ї та культури

- 2005—2009 — член виборчої комісії

- 2001—2005 — член Розширеного комітету з закордонних справ

- 2001—2005 — член Розширеного комітету з закордонних справ

- 2001—2005 — член виборчої комісії